# 康湖路

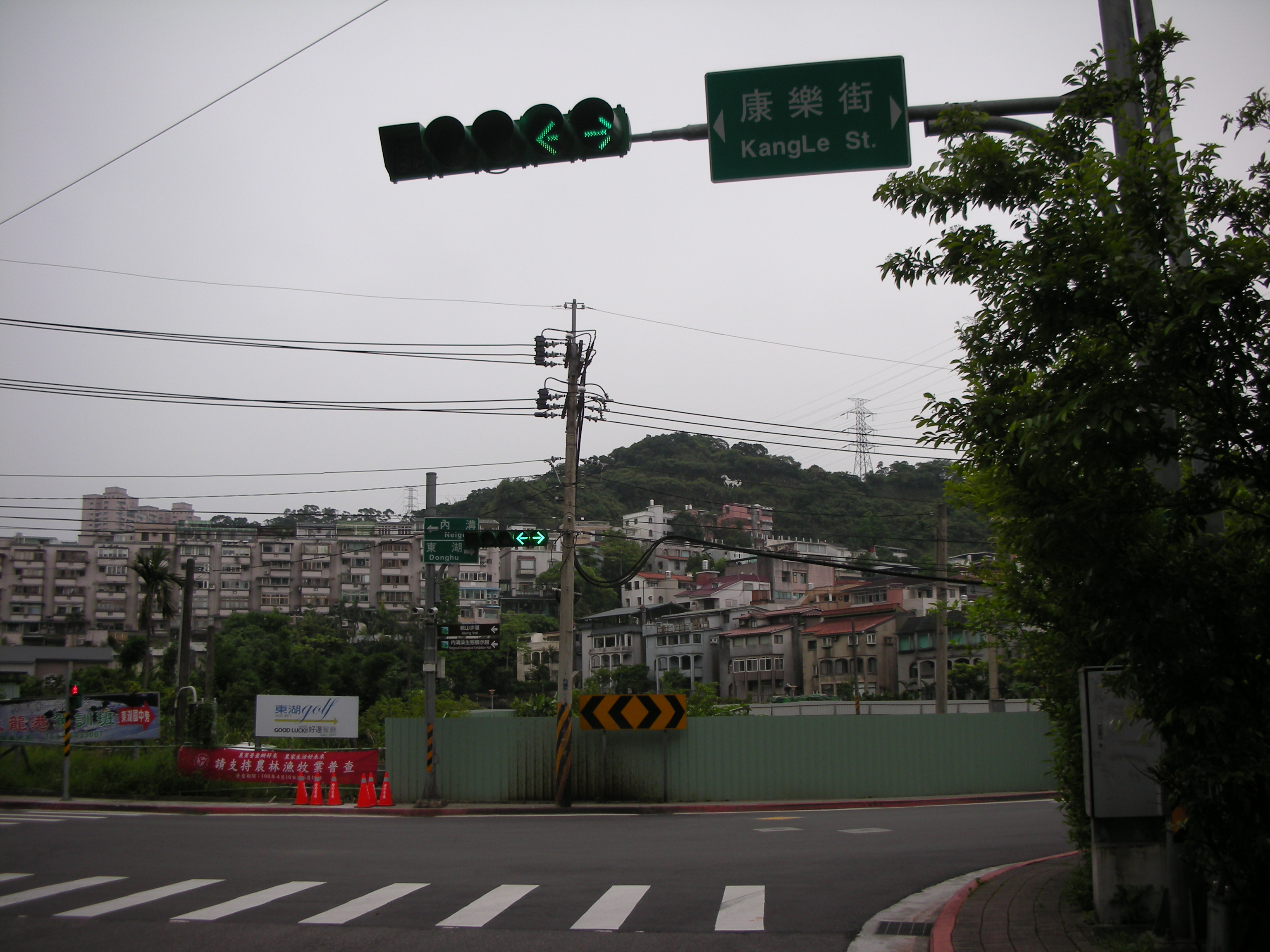
康湖路東端路底，接橫向的康樂街。

康湖路（英語：Kanghu Road）是台灣台北市內湖區的一座公路，「東湖地區聯外山區線道路新築工程」的主要施工路線。於2004年4月9日結標，2005年4月正式動工，由前台北市長馬英九命名。2006年12月6日通車。台北市工務局新建工程處發包，中興工程顧問公司設計，聯合大地工程顧問公司監造，力山環境科技公司環境監測，林同棪工程顧問公司營建管理，福清營造公司施工。全長1876公尺，路寬13公尺。由西而東來看，大湖公園東側的成功路5段轉進康湖路，途中行經大湖橋、大湖隧道，其次是安泰橋、安泰隧道，以及康樂橋、康樂隧道，最後止於康樂街口。康湖路沿線設有消防、監視、通風、緊急照明及電話等交控設備，是採用快速道路設計標準。而各橋梁的下方，則設有「動物隧道」，使當地棲息動物不必行走路面，即可安全地穿越來往。該計畫是為有效抒解東湖與汐止地區交通壅塞問題，其實早在前市長黃大洲時就已規畫中，但由於各種因素而未能立即興建。新工處總工程師林慶釩表示，預計可紓解兩地間四成以上的車流量。

## 基本資料
- 道路設計：雙向車道。
- 最高速限：50Km/h
- 標線規劃：各設一混合車道，一機慢車專用道（與自行車共用）。
- 行人專用道：設於道路旁左右兩側。